# Sassetta

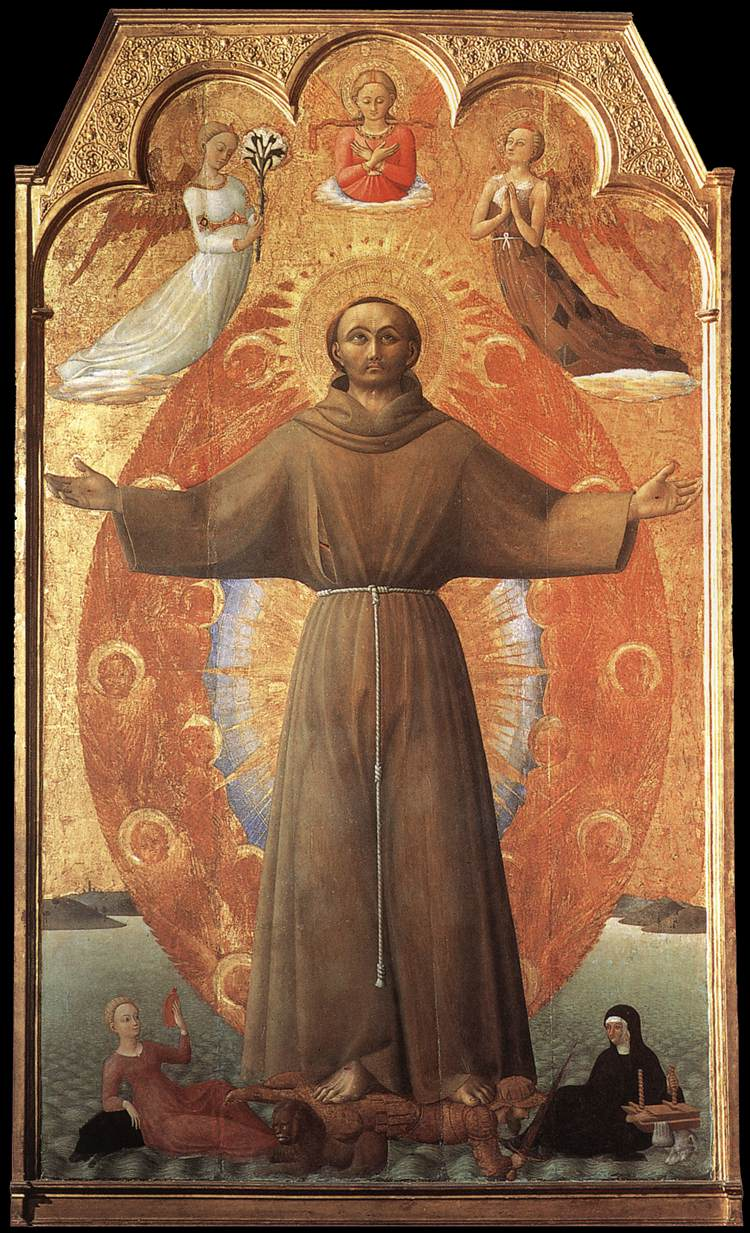
San Francesco in gloria, Villa I Tatti, Settignano, Firenze

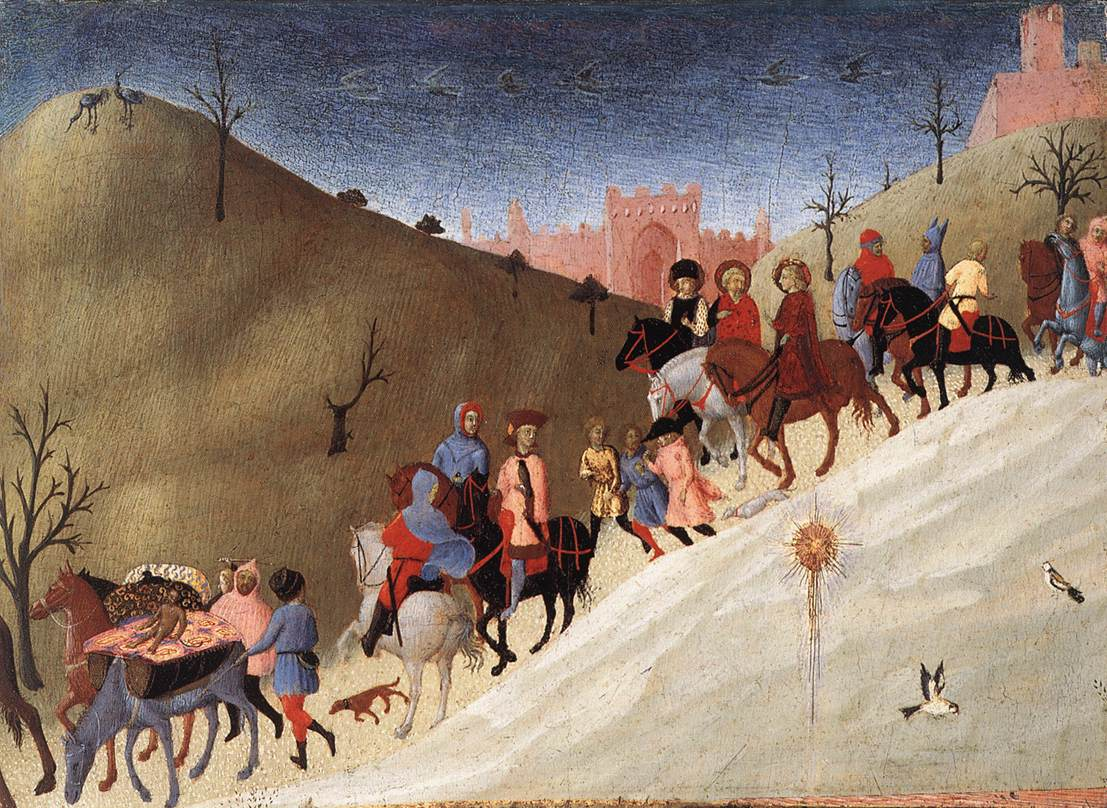
Viaggio e Adorazione dei Magi, Metropolitan Museum of Art, New York

Il Sassetta, pseudonimo di Stefano di Giovanni di Consolo (Cortona (?), 1400 circa – Siena, 1450), è stato un pittore italiano.

## Biografia
Il soprannome Sassetta è attestato solo dal Settecento e, sulle prime, sotto la forma di cognome. Così si trova per la prima volta nel Pecci: Stefano Sassetta; ma il Pecci probabilmente trasse il nome da un'erronea lettura di documenti.
Nacque in data sconosciuta probabilmente a Siena, anche se ci sono ipotesi su una sua possibile nascita a Cortona, come suggerito dalla comparsa del nome della città accanto a quello dell’artista in molti documenti. Si ignora del tutto l’ambito della sua formazione artistica. Di lui si hanno comunque le prime notizie a Siena, nel 1423. Pittore riconosciuto e apprezzato dai contemporanei, come dimostrano le committenze nel duomo, nel palazzo pubblico e su una porta di accesso della città, fu maestro di molti discepoli. Trascurato dai critici d’arte per molti anni fu rivalutato solo agli inizi del XX secolo. John Pope-Hennessy osservò come fosse stato cacciato in un obbrobrioso angolo dal Crowe e dal Cavalcaselle l'artista che, siamo nel 1939, è il più familiare dei pittori italiani.  Oggi è considerato il maggiore esponente della pittura senese della prima metà del Quattrocento.

### La prima opera

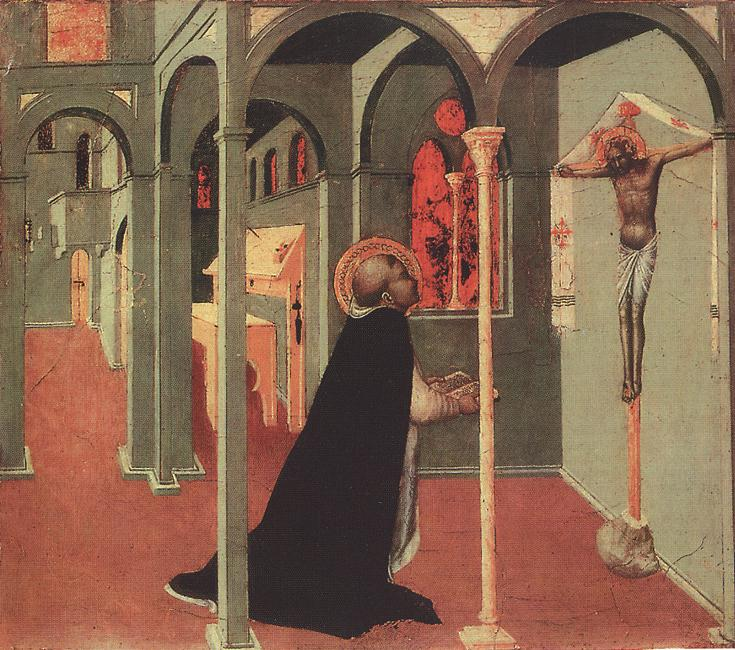
Preghiera di san Tommaso, 1423, Pinacoteca Vaticana, Pannello di predella della Maestà dell'Arte della Lana

La prima opera certificata è la pala di altare realizzata per il Palazzo dell’Arte della Lana. Commissionata nel 1423, di questa opera composita rimangono solo pochi pannelli dispersi in vari musei, anche se molti di essi si trovano nella Pinacoteca Nazionale di Siena.
Dai frammenti rimasti si nota un pittore molto legato alla tradizione della pittura senese, in particolare a quelle di Pietro e Ambrogio Lorenzetti, ma sensibile alle sperimentazioni del Rinascimento fiorentino, certamente note al pittore. Così nella Preghiera di san Tommaso della Pinacoteca Vaticana si vede un’articolazione degli spazi architettonici complessa e unica, che vuole anche trasmettere l’austerità e il rigore religioso del santo, attraverso il pancale e il leggio spogli resi in prospettiva. Molto articolati gli spazi della chiesa nella scena del Miracolo eucaristico dove le figure sono oltretutto volumetriche. Anche nell’Ultima Cena le figure sono volumetriche e disposte in una precisa simmetria. Nel Sant’Antonio colpito dai demoni la scena principale passa quasi in secondo piano rispetto ai dettagli naturalistici del paesaggio e al cielo con le striature bianche, il primo forse di tutta la pittura italiana a noi pervenuta. Infine, la scena concitata dell’Esecuzione di un eretico mostra, oltre ad accurati dettagli naturalistici, una sperimentazione di movimenti e posizioni umane e animali che ricorda quella messa in atto da Paolo Uccello. Sono tutti elementi che richiamano alle innovazioni sperimentate dall’ambiente fiorentino di quegli anni.

### La Madonna della Neve

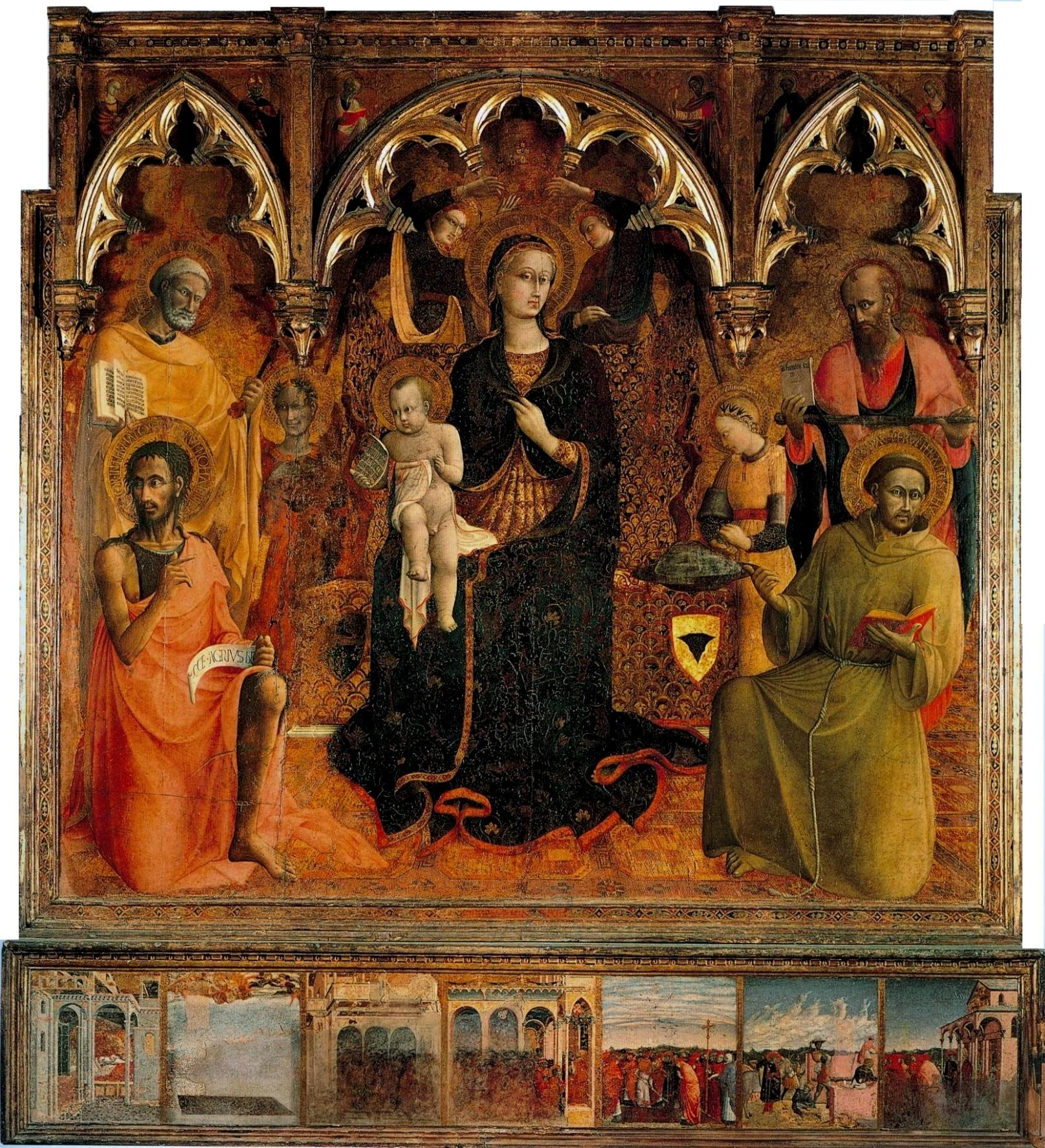
Madonna della Neve, 1430-32, Galleria degli Uffizi

Un’altra opera importante è la Pala della Madonna della neve commissionata nel 1430 per l’altare di san Bonifacio nel Duomo di Siena e terminata nel 1432 secondo documenti a noi pervenuti. La tavola raffigura la Madonna in trono e quattro santi e, nella predella, Storie della fondazione di Santa Maria Maggiore). Oggi è esposta nella Galleria degli Uffizi (donazione Contini-Bonacossi), a Firenze. Qui l’artista mostra una maturazione verso uno stile più equilibrato ed elegante. Le figure sono esili e dalle movenze e posture raffinate, ma ancora una volta l’opera tradisce l’influenza fiorentina nella studiata disposizione dei santi a semicerchio nello spazio, mentre le posizioni delle mani e delle braccia di Maria assecondano tale disposizione. Anche la disposizione degli angeli in alto, raffigurati dal basso con quell’ardito stendere le braccia per incoronare Maria è un vezzo estraneo alla cultura senese.

### A Sansepolcro

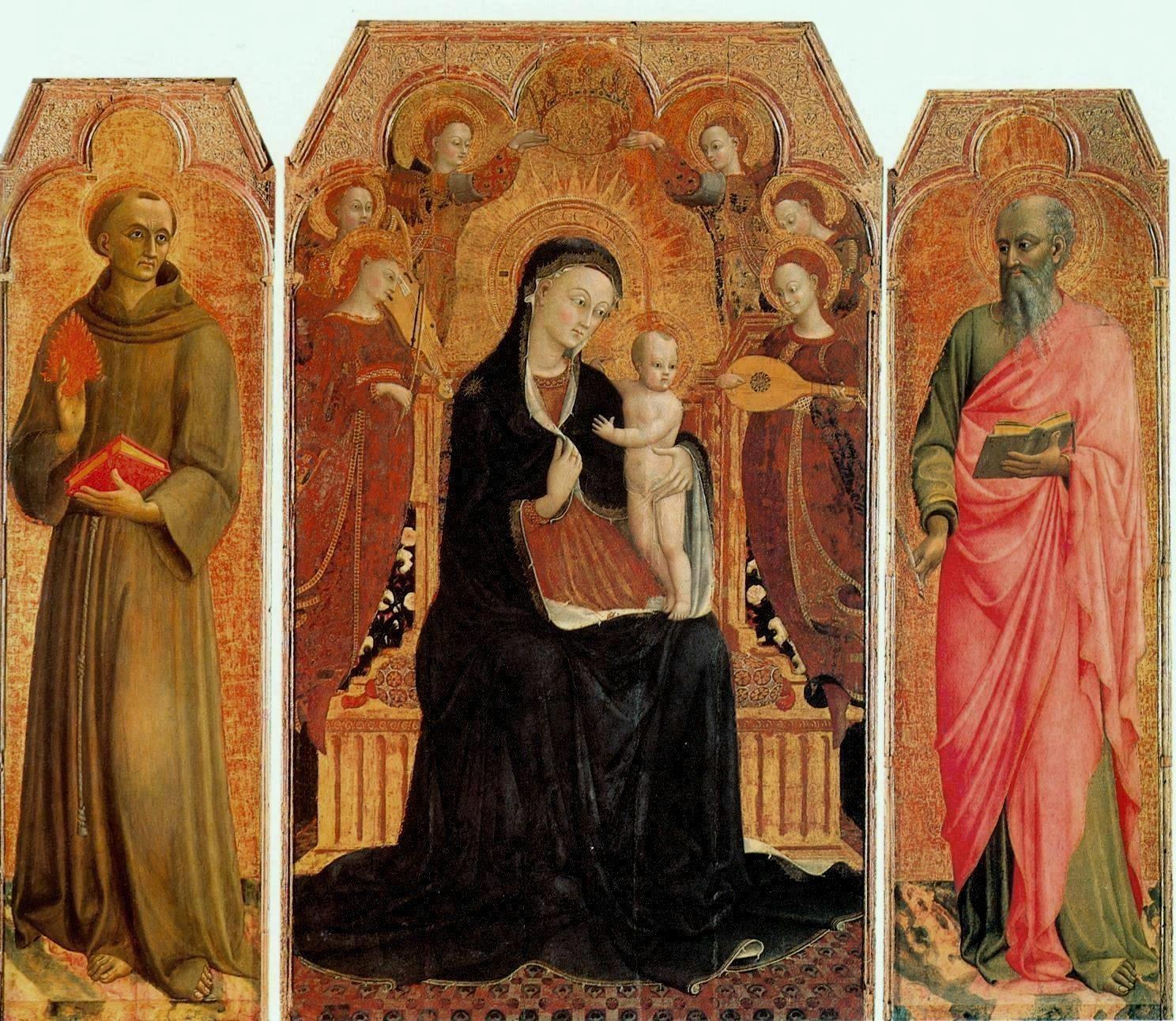
Polittico di Borgo San Sepolcro, faccia anteriore, Madonna col Bambino e santi Antonio da Padova e Giovanni Evangelista, 1437-44, Louvre, Parigi

L’opera più importante è sicuramente il Polittico di Borgo San Sepolcro, realizzato per la Chiesa di San Francesco di Sansepolcro tra il 1437 e il 1444. Era il complesso d'altare più grande del Quattrocento italiano, composto da 48 tavole disposte su due facce (forse oltre 50 se si ipotizzano anche pilastrini laterali). Disperso nell'Ottocento, ne sono state ritrovate circa la metà. Alla Madonna in trono e quattro santi sulla faccia anteriore, corrisponde l’Estasi di san Francesco e otto scene della sua vita su quella posteriore. In questa tavola lo stile dell’artista si acuisce ulteriormente in senso gotico, le figure diventano più raffinate e le posture più eleganti e aristocratiche, le impostazioni lorenzettiane sembrano deviare verso lo stile di Simone Martini, andando incontro a quella tradizione senese riluttante ad adattarsi a incorporare le innovazioni fiorentine. Anche quelle ardite sperimentazioni di spazialità che trovavamo nella Maestà degli Uffizi, come la disposizione a semicerchio dei santi o la raffigurazione dal basso degli angeli, non sono più presenti, seppure l’opera intera e le singole scene non regrediscano nel conferimento del senso di profondità.

### Le molte versioni della Madonna dell’Umiltà

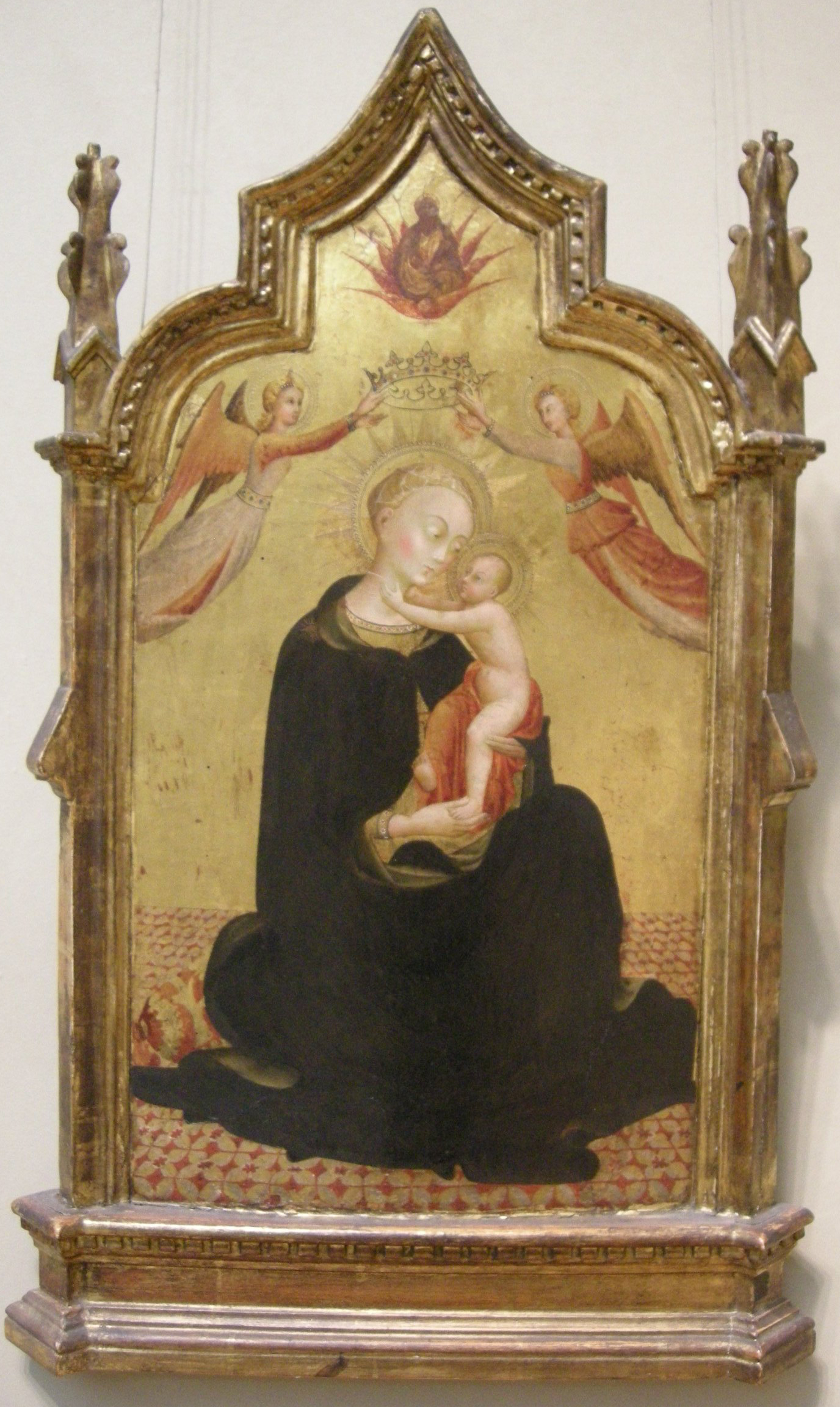
Madonna dell'Umiltà, 1445-50, Metropolitan Museum of Art, New York

Le numerose versioni di Madonna dell’Umiltà pervenuteci dall’artista permettono, meglio di altre opere, di apprezzare l’evoluzione stilistica del Sassetta. La tavola di Venezia (1430 circa) ha una volumetria e monumentalità figurativa tipica dell’arte dei fratelli Lorenzetti e riconducibile a quella della coeva Madonna della Neve. Le successive tavole della Pinacoteca Vaticana (1433) e di Cortona (1435 circa) fanno trasparire una diversa delicatezza, pur non tradendo la monumentalità delle prime opere dell’artista. Con le tavole di Washington (1435-1440), Siena (1438), Pittsburgh (1440 circa) e Zagabria (1440 circa) le figure della Madonna e del Bambino diventano snelle e affusolate, per poi assumere quella grazia Martiniana nella tavola di Grosseto (1445 circa) che è probabilmente un lacerto derivato da una Maestà piuttosto che da una Madonna dell’Umiltà. Le due versioni più tarde, esposte a New York e Berlino (1445-1450), assumono un’astrazione figurativa che allontana ulteriormente lo stile dell’artista dal naturalismo fiorentino, esemplificata dalla forma a uovo della testa della Vergine, dal colore pallido del suo viso, dalle guance rosse, dalle ridotte dimensioni degli angeli.
Il Sassetta morì nel 1450, per una polmonite contratta lavorando all'affresco dell'Incoronazione della Vergine sulla porta Romana di Siena. L'opera fu poi terminata dal suo allievo Sano di Pietro.

## Stile

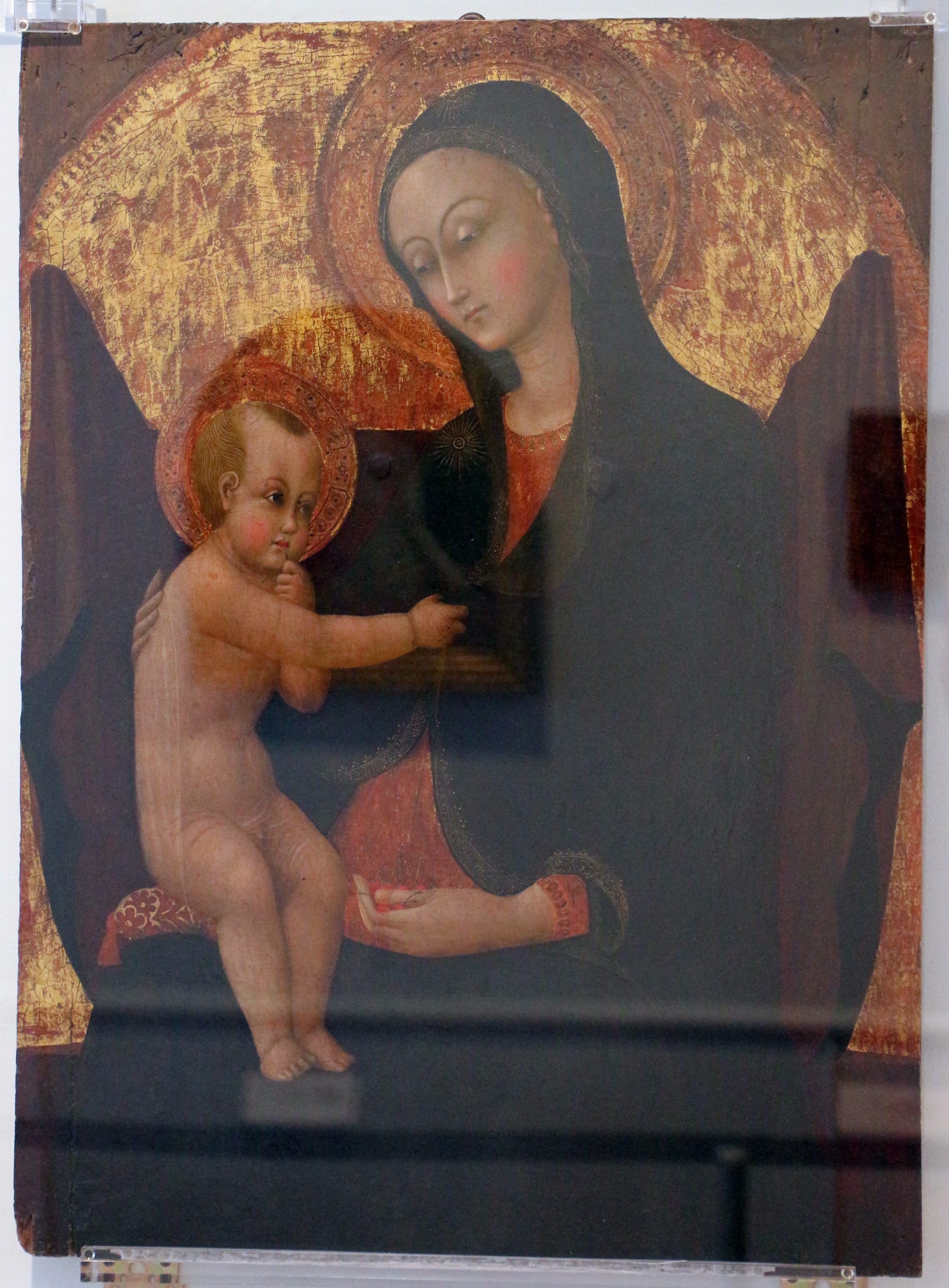
Madonna delle Ciliegie, 1445 circa, Museo d'arte sacra della diocesi di Grosseto

Il suo stile sospeso tra Gotico e Rinascimento è caratterizzato dai tratti allungati dei personaggi e dall'uso costante dello sfondo dorato. Artista ancorato alla tradizione gotica senese, è caratterizzato da notevolissimi interessi prospettici e naturalistici, sia nelle scene principali che nelle tavole di predella, sviluppatisi praticamente in contemporanea alle opere di Masaccio e del primo Paolo Uccello a Firenze, dove probabilmente si recò in gioventù. 
Tali sperimentazioni in senso rinascimentale sono più marcate nelle prime fasi di attività dell’artista, per poi andare man mano affievolendosi con gli anni, per non tradire quello stile senese che aveva ancora come principale punto di riferimento Simone Martini. Per questo motivo, per usare un’espressione cara a Longhi, il Sassetta è forse il principale esponente del “rinascimento umbratile” senese di primo Quattrocento, ovvero dello stile gotico senese ombreggiato di rinascimento fiorentino. Le sue ardite sperimentazioni rinascimentali di gioventù testimoniano un artista capace, abile nell’integrare la tradizione senese con le innovazioni fiorentine, in maniera misurata, senza mai mettere in secondo piano la tradizione stilistica della sua città. Per questo motivo Cesare Brandi descrive il Sassetta come un “senese minutissimo, ma pieno di segreti pensieri ed infedeltà mentali, che non dice tutto quello che sa, ma ben sa tutto quello che dice”. 
Con il trascorrere degli anni, il Sassetta volle attenuare le sue sperimentazioni in modo consapevole, forse per non disdegnare i gusti di una città e di una committenza ancora non in grado di accettare di doversi adeguare allo stile della vicina e antagonista Firenze.

## Opere
- Cristo a mezzo busto benedicente e crocifissione tra i dolenti, 1420-23, miniature del Missale Romanum, depositato nella Biblioteca Comunale degli Intronati di Siena.
- Trittico dell'Arte della lana, 1423, opera dispersa, dedicata all'Esaltazione del Santissimo Sacramento, di cui restano: 
  - 2 frammenti della tavola principale distrutta (raffigurava Angeli in volo coll'ostensorio) con Castello in riva al mare e Città in riva al mare, Siena, Pinacoteca Nazionale;
  - 8 tavole dai pilastrini con Santi, Siena, Pinacoteca Nazionale;
  - 2 cuspidi con Profeti, Siena, Pinacoteca Nazionale;
  - 6 tavole della predella in vari musei:
    - Visione di san Tommaso d'Aquino, Roma, Pinacoteca Vaticana;
    - San Tommaso ispirato dalla colomba dello Spirito Santo, Budapest, Szépművészeti Múzeum;
    - Sant'Antonio battuto dai diavoli, Siena, Pinacoteca Nazionale;
    - Istituzione dell'Eucaristia, Siena, Pinacoteca Nazionale;
    - Un miracolo dell'Ostia consacrata (la morte di John Wycliffe?), Barnard Castle, The Bowes Museum, UK;
    - il rogo dell'eretico Nicola (o di Jan Hus), Melbourne, National Gallery of Victoria).
- Pala della Madonna della neve (1430-1432) raffigurante Madonna in trono e quattro santi e, nella predella, Storie della fondazione di Santa Maria Maggiore), Galleria degli Uffizi (donazione Contini-Bonacossi), Firenze (originariamente nel Duomo di Siena).
- 3 frammenti dal perduto Crocifisso della chiesa di San Martino in Siena, con Madonna dolente, San Giovanni dolente, San Martino a cavallo dona il mantello al povero (1433), tutti a Siena, Collezione Chigi-Saracini (proprietà del Monte dei Paschi di Siena).
- Viaggio e Adorazione dei Magi (1435 circa), tavola divisa in due parti:
  - Viaggio dei Magi, Metropolitan Museum of Art, New York;
  - Adorazione dei Magi, Collezione Chigi-Saracini (proprietà del Monte dei Paschi di Siena).
- Polittico di Borgo San Sepolcro, realizzato per la Chiesa di San Francesco di Sansepolcro tra il 1437 e il 1444. Era il complesso d'altare più grande del Quattrocento italiano, composto di più di 50 tavole disposte su due facce. Disperso nell'Ottocento, ne sono state ritrovate circa la metà:
  - Faccia Anteriore:
    - Madonna in trono col Bambino, San Giovanni evangelista e Sant'Antonio da Padova, Louvre, Parigi;
    - San Giovanni Battista, Beato francescano Ranieri Rasini, Villa I Tatti, Collezione Berenson (proprietà dell'Università di Harvard), Settignano, Firenze;
    - 3 Storie del eato Ranieri Rasini nella predella (erano originariamente 6) divise tra Louvre, Parigi (2 tavole) e Gemaldegalerie, Berlino (1 tavola)
    - unica cuspide ritrovata: Sant'Agostino leggente, in collezione privata.

  - Faccia Posteriore:
    - San Francesco in gloria, Villa I Tatti, Collezione Berenson (proprietà dell'Università di Harvard), Settignano, Firenze;
    - 7 Storie di san Francesco a Londra, National Gallery; la numero 8 (Sposalizio mistico di san Francesco), è nel Museo Condé, Chantilly.
    - 3 Storie della Passione di Cristo nella predella (erano originariamente 6), Institute of Arts, Detroit;
    - 4 tavole superstiti dei pilastrini raffiguranti San Lorenzo e Santo Stefano, Museo Pushkin, Mosca, San Cristoforo Museo del Tesoro di San Francesco, Assisi e altro santo (collezione privata);
- Madonna dell'Umiltà, varie versioni nelle seguenti collezioni: 
  - Fondazione Giorgio Cini di Venezia (1430 circa),
  - Museo Diocesano di Siena (1430 circa),
  - Pinacoteca Vaticana di Roma (1433 circa),
  - Museo Diocesano di Cortona (1434 circa),
  - National Gallery of Art di Washington (1435-1440),
  - Pinacoteca nazionale di Siena (1438),
  - Museo dell'Opera della Metropolitana di Siena (1430-1440),
  - The Frick Art Museum di Pittsburgh (1440 circa),
  - Strossmayerova Galerija di Zagabria (1440 circa),
  - Museo d'arte sacra di Grosseto (1445 circa),
  - Metropolitan Museum of Art di New York (1445-1450),
  - Gemäldegalerie di Berlino (1445-1450),
  - Museo Amedeo Lia di La Spezia (data?).
- Incoronazione della Vergine, affresco staccato dalla Porta Romana e oggi collocato in controfacciata della  Basilica di San Francesco di Siena, 1447-50.